# Börje Ahlstedt

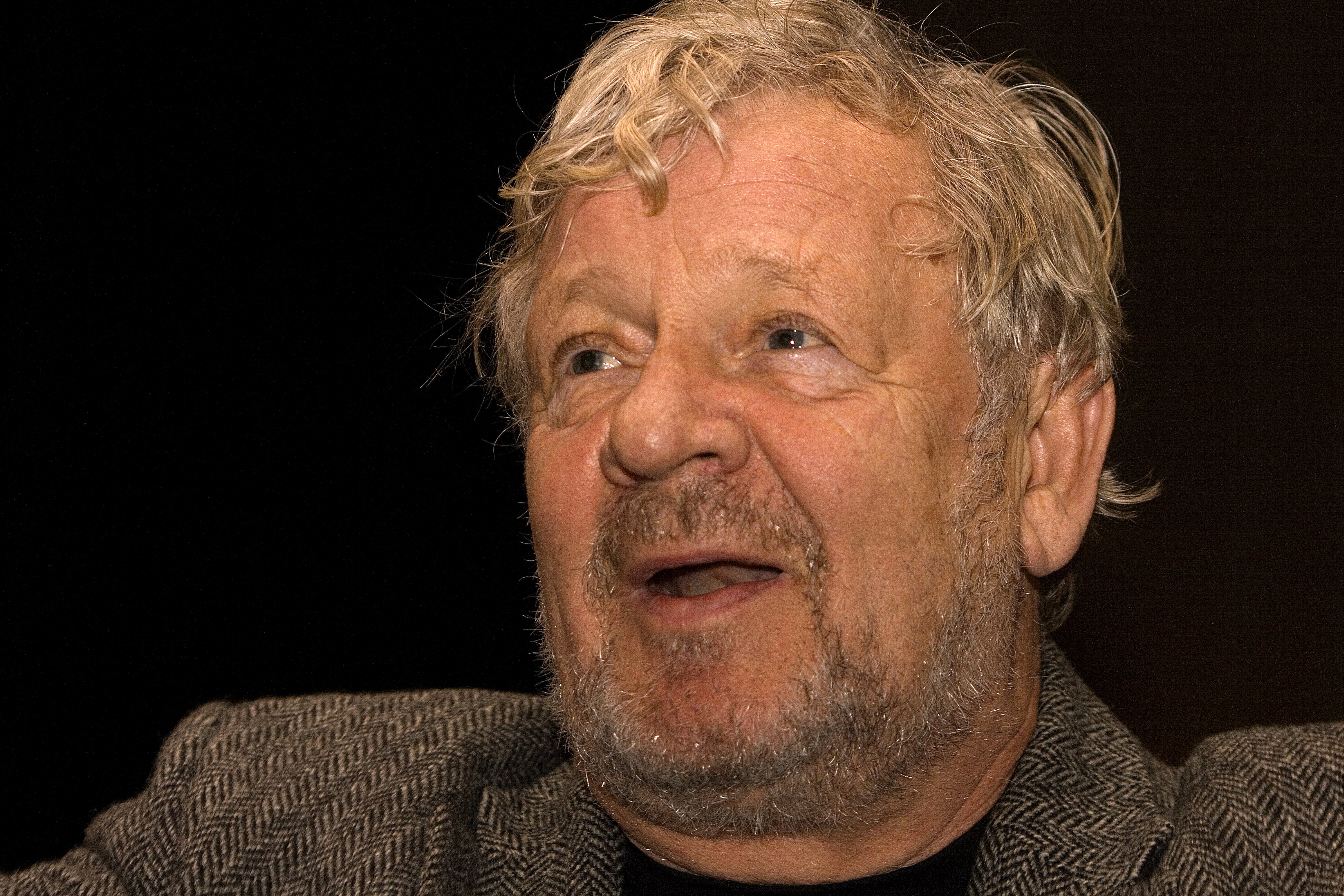
Börje Ahlstedt (2008)

Börje Nils Ahlstedt (* 21. Februar 1939 in Stockholm) ist ein schwedischer Schauspieler und Regisseur.

## Leben
Börje Ahlstedt kommt aus einfachen Verhältnissen. Er wurde während der Jahre 1962 bis 1965 zum Schauspieler an der renommierten Stockholmer Schauspielschule Dramatens elevskola des Königlichen Dramatischen Theaters ausgebildet. Seitdem ist er dieser Bühne treu geblieben.
Seinen großen Durchbruch hatte er, zusammen mit Lena Nyman, mit Vilgot Sjömans Filmen Ich bin neugierig (gelb) (1967) und Sie will's wissen (auch: Ich bin neugierig – blau) (1968). Für das breite schwedische und internationale Publikum wurde er bekannt durch die Rolle des furzenden Carl in Ingmar Bergmans Film Fanny und Alexander (1982) sowie des Räuberhäuptlings Mattis in der Verfilmung Ronja Räubertochter von 1984 nach dem gleichnamigen Roman Astrid Lindgrens. Im Jahr 2003 spielte er in Ingmar Bergmans letztem Film Sarabande Henrik, den überambitionierten Vater Karins.
In Schweden hat Börje Ahlstedt an einer langen Reihe von Fernsehproduktionen mitgewirkt. 2003 spielte er seine Wunschrolle König Lear am Dramatischen Theater in Stockholm, die Inszenierung war umstritten, jedoch wurde Ahlstedts Einsatz gelobt.

## Filmografie (Auswahl)
- 1967: Ich bin neugierig (gelb) (Jag är nyfiken – gul)
- 1968: Ich bin neugierig (blau) (Jag är nyfiken – blå)
- 1973: Mumindalen
- 1980: Heimliche Ausflüge (Barnens ö)
- 1982: Fanny und Alexander (Fanny och Alexander)
- 1984: Ronja Räubertochter (Ronja Rövardotter)
- 1988: Emmas Schatten (Skyggen af Emma)
- 1991: Die besten Absichten (Den goda viljan) (TV)
- 1992: Die Sonntagskinder (Söndagsbarn)
- 1997: Dabei: Ein Clown (Larmar och gör sig till)
- 2002: Karlsson vom Dach (Karlsson på taket)
- 2003: Sarabande (Saraband)
- 2006: Exit
- 2013: In der Stunde des Luchses (I lossens time)